# Flying Dutchman (Standseilbahn)
| Flying Dutchman     | Flying Dutchman       |
| ------------------- | --------------------- |
| Flying Dutchman     |                       |
| Standort:           | Cape Point, Südafrika |
| Bauart:             | Standseilbahn         |
| Baujahr:            | 1996                  |
| Höhendifferenz:     | 87 m                  |
| Bergstation:        | 214 m                 |
| Streckenlänge:      | 585 m                 |
| Anzahl der Stützen: | 0 Stk.                |
| Website:            | capepoint.co.za       |

Der Flying Dutchman (englisch Flying Dutchman Funicular oder Cape Point Funicular) ist seit 1996 eine Standseilbahn am Cape Point im Tafelberg-Nationalpark unweit der südafrikanischen Metropole Kapstadt. Sie erstreckt sich über eine Länge von 585 m, überwindet von der Talstation auf 127 m zur Bergstation einen Höhenunterschied von 87 m und geht bis auf 214 m.
Es handelt sich um die einzige kommerzielle Standseilbahn in Afrika.